# (194262) Nové Zámky
(194262) Nové Zámky, désignation internationale (194262) Nove Zamky, est un astéroïde de la ceinture principale.

## Description
(194262) Nove Zamky est un astéroïde de la ceinture principale. Il est découvert le 10 octobre 2001 à l'Observatoire Palomar par le programme NEAT. Il présente une orbite caractérisée par un demi-grand axe de 2,29 UA, une excentricité de 0,01 et une inclinaison de 5,3° par rapport à l'écliptique.

## Compléments